# Пушкари (Могилёвская область)
Пушкари (бел. Пушкары) — посёлок в Кричевском районе Могилёвской области Белоруссии. Входит в состав Костюшковичского сельсовета.

## География
Посёлок находится в северо-восточной части Могилёвской области, в пределах Оршанско-Могилёвской равнины, при автодороге Н10826, на расстоянии примерно 4 километров (по прямой) к западу от Кричева, административного центра района. Абсолютная высота — 160 метров над уровнем моря.
Климат посёлка характеризуется как влажный континентальный (Dfb в классификации климатов Кёппена).

## Население
По данным переписи 2009 года, в посёлке проживал 1 человек.